# イーハトーブ幻想〜KENjIの春
『イーハトーブ幻想〜KENjIの春』（イーハトーブげんそう ケンジのはる、海外タイトル：Spring and Chaos）は、当時開局25周年を迎えたテレビ岩手が初めてアニメーション制作に参加し、テレビ岩手開局25周年記念番組として1996年12月14日に日本テレビ系列(NNS)で放送されたテレビアニメ作品。56分。1997年に第23回放送文化基金賞（テレビエンターテインメント番組）を受賞した。また、2008年の東京国際映画祭アニメ部門animecsTIFFでも上映された。

## 作品概要
詩人宮沢賢治の半生を丹念に追った伝記的作品（宮沢賢治生誕百周年記念作品）。グループ・タックが制作し、登場人物をますむらひろし監修の擬人化した猫のキャラクターに置き換えた点などは、1985年のアニメ映画『銀河鉄道の夜』と共通している。主題歌を含む音楽は上々颱風が手がけた。
監督・脚本の河森正治はマクロスシリーズなどのSFロボットアニメ作品で知られるが、本作では主人公ケンジを通して自然と人間の交感を描いた。詩的なファンタジー空間の表現にはペンシルアニメやCGを使用。鎌田東二は「ここまで宮沢賢治のシャーマニスティックな感覚を深くいきいきと描いた作品は知りません。」と感想を述べている。
河森は本作の縁からCG制作に協力したサテライトの取締役となり、『地球少女アルジュナ』などのファンタジー色の濃い作品を発表している。

## あらすじ
東北地方で質屋の息子として育ったケンジは、周囲に認められないまま詩や童話の創作活動に励んでいた。妹のトシは数少ない理解者だったが、重い病に侵され余命幾ばくもなかった。
やがてケンジは農村の小学校の教師となり、生徒達に自然との対話を教える。教職を辞した後は自ら畑を耕し、農民芸術の振興を図った。しかし、苛酷な自然環境の中で理想は揺らぎ、心身とも挫折しかけたケンジは不思議な世界に幻惑される。

## スタッフ
- 監督・脚本：河森正治
- 演出：佐藤英一
- 監修：天澤退二郎、ますむらひろし
- キャラクターデザイン・作画監督：岸田隆宏
- 美術監督：大野広司
- CGテクニカルディレクター：前田庸生、那須信司
- CG制作プロデューサー：佐藤道明
- 音響監督：田代敦巳
- 音楽：上々颱風
- 製作：テレビ岩手、グループ・タック

## 主題歌
『アヴェ・マリア』
作詞 - 紅龍、白崎映美 / 作曲 - バッハ、グノー  / 歌・編曲 - 上々颱風

## キャラクター
ケンジ
声：佐野史郎
主人公。小学校の先生。
トシ〈トシ子〉
声：國府田マリ子
ケンジの妹。病弱。学校の先生をしている。
カナイ
声：磯部弘
盟友のケンジに東京へ一緒に行かないかと誘われるが断る。
父
声：大塚周夫
ケンジの父。
哲生
声：高山みなみ
ケンジが受け持つクラスの生徒。高木の級友。赤毛のオス猫。畑を荒らされ実りを盗られたケンジに一人でこんな事したって何も変わらないと開墾を止めるように促す。
高木
声：大塚瑞恵
ケンジが受け持つクラスの生徒。学校で起きた盗難騒動の犯人。青毛のオス猫。地元を出て役所か銀行に勤めて稼いで家族に心配をかけないようになるのが夢。後に父が東京へ出稼ぎに行く。
母
声：達依久子
ケンジの母
クニ
声：平井直子
農夫A
声：藤村惠一

良太
声：伊倉一寿
ケンジが受け持つクラスの生徒。
太一
新山志保
ケンジが受け持つクラスの生徒。
忠作
上村典子
ケンジが受け持つクラスの生徒。